# NGC 3965
NGC 3965 (również PGC 157086) – galaktyka spiralna (S), znajdująca się w gwiazdozbiorze Pucharu. Odkrył ją Francis Leavenworth w 1886 roku. Mimo że identyfikacja obiektu jest niemal pewna (pozycja galaktyki różni się tylko o 44 sekundy kątowe w rektascensji od pozycji podanej przez Leavenwortha), w niektórych katalogach i bazach obiektów astronomicznych nazwa NGC 3965 nie jest stosowana (np. SIMBAD) lub podaje się, że to obiekt nieistniejący (np. NASA/IPAC Extragalactic Database).